# پسانظریه
پسا-نظریه (به انگلیسی: Post-Theory)، یک نظریهٔ سینمایی است که دیوید بوردول و نوئل کرول آن را در کتاب پسا نظریه: بازسازی نظریه فیلم و در سال ۱۹۹۶ مطرح ساختند. بر طبق این نظریه، کلیه نظریه‌های هرمنوتیکی، نشانه‌شناسانه، زبان‌شناسانه، روانکاوانه و پساساختارگرایانه در باب سینما مردود است. آن‌ها فیلسوفان و نظریه‌پردازانی که از این حوزه‌ها می‌آیند را کسانی دانسته‌اند که بینش محدودی را به سینما تحمیل می‌کنند و برای این مسئله دلایل و تحلیل‌هایی آورده‌اند. خاصه روانکاوی لاکانی، که کسانی مثل اسلاوی ژیژک تبلیغ می‌کنند از دید نظریه‌پردازان پسا نظریه در سینما مردود است.

## چهره‌های شاخص
- دیوید بوردول
- نوئل کرول

## فهرست منابع
- استم، رابرت، مقدمه‌ای بر نظریهٔ فیلم، به کوشش احسان نوروزی، انتشارات سورهٔ مهر، ۱۳۸۳ صص ۲۷۱–۲۸۴